# Ирак
Ирак (на арабски: العراق, на кюрдски: عێراق), официално Република Ирак (на арабски: جمهورية العراق, на кюрдски: جمهورية العراق)
е федерална парламентарна република в Западна Азия. Граничи с Турция на север, Иран на изток, Персийския залив и Кувейт на югоизток, Саудитска Арабия на юг, Йордания на югозапад и Сирия на запад. Столицата и най-големият град е Багдад.
Местността между реките Тигър и Ефрат от древни времена е била „люлка“ на велики цивилизации – шумерите, асирийците и вавилонците. По-късно тези райони попадат под властта на Персия, преди да бъдат завладени от арабите през 656 г. През 762 г. халифатът е преместен в Багдад, който се превръща в един от центровете на арабския свят, преди да бъде разрушен от монголците и Хулагу, през 1258 г. По-късно е завладян от османците, през 1534 г. Участието на Османската империя в Първата световна война се превръща в национална катастрофа и се стига до разделянето ѝ на няколко по-малки държави. Франция поема контрола върху Сирия и Ливан, а Великобритания – над Палестина и Ирак. През 1932 г. държавата е провъзгласена за независима монархия. През 1958 г., след държавен преврат, Ирак престава да бъде монархия и се превръща в република. Баасистите започват да набират сила и завземат властта през 1968 г., а през 1979 г. президент на страната става Саддам Хюсеин. Партия Баас активно модернизира страната и въвежда арабска форма на социализма. От 1980 до 1988 г. Ирак води война с Иран, която завършва без ясен победител, но с милиони жертви и за двете страни. След войната в Персийския залив през 1991 г. Ирак се намира в положение на международна изолация, продължила до втората война в залива през 2003 г., когато САЩ и коалиция от държави окупират страната, свалят режима на Саддам Хюсеин и се създава ново правителство.

## История

### Древен Ирак
Ирак често е наричан „люлка на цивилизацията“, тъй като тук се е развила най-старата цивилизация на Земята – шумерската, която процъфтява в долината между реките Тигър и Ефрат по време на халколита. Именно тук преди 6000 години се създава първата писменост и започва да се записва самата човешка история. Шумерската цивилизация се развива стабилно в продължение на 3000 години, и бива наследена от Акадското царство през XXIV век пр.н.е.. След повече от два века, през XXI век пр.н.е., започва т.нар. Шумерско възраждане, което продължава до 2004 пр.н.е., когато еламско нашествие слага край на шумерския възход. През XVIII век се появява нова могъща цивилизация – Вавилония, която става хегемон в Южен Ирак, а паралелно с нея на север се формира Асирия.
През VI век пр.н.е. персийският цар Кир II Велики побеждава Нововавилонското царство в битката при Опис и го включва в състава на Ахеменидската империя за почти 4 века. През IV век Александър Велики завладява тези територии и днешен Ирак става част от елинистичното Селевкидско царство за почти 200 години. Аршакидската династия на Партското царство, начело с Митридат I (171 – 138 г.) на свой ред завземат тези територии. Римляните от Сирия също нападат региона няколко пъти. Ардашир I от Сасанидското царство унищожава Партия и покорява Ирак през 224 н.е. Така регионът става част от Персия в продължение на няколко века – до VII век, когато мюсюлманите завладяват Месопотамия и територията става част от Праведния халифат.

### Ислямски златен век
През VII век мюсюлманите разпространяват исляма в Ирак. Братовчедът на пророка Мохамед – Али ибн Абу Талиб, премества столицата на Рашидунския халифат в Куфа, откъдето управлява като четвърти халиф. По-късно територията става част от халифата на Омаядите.
През VIII век Абасидите построяват Багдад като нова столица, и градът се превръща във водещ център за ислямския и арабския свят в продължение на 5 века. Багдад става най-големият мултикултурен град на Средновековието с население от над 1 милион жители, и е най-големият научен център по време на Ислямския златен век. Монголците опустошават и ограбват града през 1258 година.

### Монголско нашествие
През 1257 година хан Хулагу събира огромна армия, съставяща голяма част от всички войски на монголската империя, за да завладее Багдад. Хулагу настоява пред арабските управници града да му бъде предаден доброволно, но последният абасидски халиф – Ал-Мустасим, отказва. В отговор хан Хулагу превзема града и го унищожава, избивайки между 200 000 и 1 000 000 от жителите му, а Ал-Мустасим е убит чрез стъпкване от коне. Резултатите от монголското нашествие са налице – голямата библиотека на Багдад, съдържаща хиляди безценни документи, е изгорена; напоителните системи, поддържали земеделието по тези земи в развет в продължение на хилядолетия, биват унищожени. Самият Багдад никога не възвръща величието си.
В средата на XIV век чумата опустошава целия ислямски свят. Най-малко 1/3 от населението на Сирия, Ирак и Иран умира. През 1401 друг монголски пълководец – Тамерлан, пленява отново града и избива 20 000 от жителите му.

### Османски Ирак
В края на 14 и началото на XV век т.нар. черни туркомани налагат управлението си над днешен Ирак. През 1466 те са изгонени от белите туркомани, а през XVI век цялата територия става част от Османската империя под названието Багдадски пашалък. През целия период на османско управление (1533 – 1918) днешен Ирак е арена на борби между племена и различни османски родове. Сефевидите на два пъти успяват за кратко да отвоюват Ирак от османците, между 1508 и 1533 и 1622 и 1638.
Между 1747 и 1831 мамелюците успяват да придобият автономия от Високата порта, смазват племенните въстания, намаляват властта на еничарите, възстановяват обществения ред и провеждат програма за модернизация на обществото и войската. През 1831 османците премахват мамелюците от властта и възстановяват пълния си контрол върху Ирак. До началото на XX век населението на Ирак се свива до по-малко от 5 милиона души.

### Британска окупация и кралство Ирак
Краят на османския контрол върху Ирак идва по време на Първата световна война. Османската империя застава на страната на Централните сили, което става повод Великобритания да влезе във война с нея. По време на т.нар. Месопотамска кампания британците претърпяват тежка загуба при обсадата на Кут (1915 – 16), но успяват да се възстановят от удара и завладяват Багдад през 1917 година. През 1918 двете страни подписват примирие.
Територията на Ирак е отцепена от Османската империя от французите и англичаните съгласно подписаното през 1916 тайно споразумение Сайкс-Пико, в което Франция, Великобритания и Руската империя определят сферите си на влияние в западна Азия. На 11 ноември 1920 година получава мандат от Обществото на народите под британски контрол и наименованието „Иракска държава“. Великобритания налага монархия начело с Хашемитската династия и окончателно предопределя иракските граници, без да вземе под внимание интересите на отделните етнически и религиозни групи, като кюрдите и асирийците на север. Това довежда до шиитски и кюрдски бунтове по време на британския мандат.
Ръководството на багдадския комисар Арнолд Уилсън довежда до всенародно Иракско въстание. Това събитие, съчетано с високите разходи на Великобритания за тази територия, опитите за налагане на пълен колониален контрол и протестите на Томас Лорънс принуждават британците да сменят Уилсън с нов комисар – сър Пърси Кокс, който потушава бунта и поставя в благоприятна позиция сунитите. По време на управлението си британците подкрепят традиционната шейхова структура на сунитите пред градското националистическо движение. На сунитските шейхове се дават много права на самоуправление, но строгият военен контрол се запазва. През 1932 на Ирак е дадена независимост, но Великобритания запазва силно военно присъствие.
Първият крал – Фейсал I, управлява само една година, до 1933, след което е сменен от крал Гази I. Монархията е нестабилна и опитите за военен преврат са чести. През 1930-те Рашид Али ал-Гайлани и група приближени офицери влизат в контакт с държавите членки на Оста в опит да договорят премахване на британското влияние в Ирак. Това довежда до организиран от Ал-Гайлани преврат през 1941, последван от нападение срещу британски военни бази. След последвалата кратка Англо-иракска война властта е върната на регента на малолетния крал Фейсал II, а страната остава окупирана от британците до 1947 година. Краят на монархията настъпва на 14 юли 1958 година, когато с успешен военен преврат кралската власт е свалена.

### Република Ирак
Превратът от 1958 докарва на власт генерал Абд ал-Карим Касим. Едно от първите му действия е оттеглянето от Багдадския пакт (СЕНТО) и установяване на близки отношения с СССР. Правителството му обаче е свалено – отново чрез преврат – през февруари 1963 година от Абдул Салам Ариф. Ариф умира през 1966 година и президентският пост е поет от брат му. В крайна сметка и той е свален от власт, този път от партия БААС, начело с Ахмед Хасан ал-Бакър. Постепенно обаче влиянието му започва да намалява за сметка на това на Саддам Хюсеин, който става държавен глава през 1979 година. БААС национализира голяма част от промишлеността и транспорта, забранява изповядването на радикален ислям и дава равни права на жените.
Малко след като Саддам поема властта, ситуацията в съседен Иран се променя коренно – светският режим на шаха е свален от радикалните поддръжници на аятоллах Хомейни и е установена шиитска теократична държава. Иракското правителство възприема тази промяна като опасна за стабилността на Ирак, тъй като шиитите са мнозинство в страната. Иракските шиити се разделят – едни поддържат светската позиция на БААС, а други подкрепят установяването на шериат. През 1980 година Саддам твърди, че Иран се опитва да свали правителството му и обявява война. Саддам поддържа групировката Народни мужахидини на Иран, която се бори против аятолаха, а иракската армия използва широк спектър от специални въоръжения, включително химически, срещу военни и цивилни в Иран. Войната се води в окопи – от една страна, и с размяна на ракетни удари – от друга (т.нар. „Война на градовете“). Западните страни, САЩ и СССР застават на страната на Ирак, възприемайки го като „по-малкото зло“, но международната подкрепа за правителството на Саддам, драстично намалява след кампанията Ал-Анфал. По време на тази военна операция иракската армия организира геноцид срещу кюрдите, вследствие на което са убити 182 000 кюрди. Кулминацията на кампанията е обгазяването на Халабджа, при което загиват 4000 души. Това е наказателна акция за подкрепата на кюрдите към иранската кауза. Ирано-иракската война приключва през 1988 година с незначителни териториални промени и стотици хиляди загинали. Мобилизацията на Ирак засяга по-голям процент от жителите, като към 1988 година иракската армия е 4-тата най-голяма в света.

### Война в Залива
През 1990 година Ирак се намира в състояние на икономически колапс. Същевременно съседен Кувейт с население от около едва 1 милион души увеличава производството и износа си на петрол, което се отразява зле на иракския износ на тази суровина. Ирак обвинява Кувейт, че краде петролните му запаси чрез пробиване на диагонални шахти, които минават през границата и изтеглят иракски петрол в кувейтски кладенци. Кувейт отрича обвинението, в отговор на което през август 1990 г. Ирак го напада.
ООН решава да наложи икономически санкции на Ирак и го призовава незабавно да изтегли войските си от по-малката страна. Ирак не се съгласява с тези искания и отхвърля санкциите. В отговор Съветът за сигурност на ООН гласува резолюция 678, която дава право на страните-членки да използват всякакви средства за „възстановяване на мира и сигурността“. Впоследствие САЩ, които имат огромни интереси към петролните запаси района на Персийския залив, повеждат международна коалиция за освобождаването на Кувейт.
Военната коалиция от западни държави изтласква иракската армия от Кувейт. Щатските войски разполагат с голямо технологично предимство пред изтощените от недостиг на ресурси иракски въоръжени сили. Коалицията започва и масирани въздушни бомбардировки над военни цели в Ирак, но някои от ударите убиват и много цивилни. Такава е въздушната атака над Амирия, при която загиват 408 цивилни. Преди окончателното си изтегляне от Кувейт обаче, иракските сили подпалват петролните кладенци там, което предизвиква икономическа и екологична катастрофа в Кувейт. Саддам отговаря на загубата с изстрелване на ракети „Скъд“ срещу Израел и Саудитска Арабия. Въпреки това Ирак е окончателно победен, а последвалите резолюции на ООН призовават режима на Саддам да спре репресиите срещу етнически малцинства, да се откаже от програмите си за химически и биологични оръжия и да спре опитите за създаване на ядрено оръжие. Установява се зона, забранена за полети, която да попречи на самолети от иракските военновъздушни сили да организират удари срещу кюрдски и шиитски цели.
В резултат на икономическите санкции обаче в страната през 1990-те години умират 500 000 деца по данни на УНИЦЕФ. Според бившия главен прокурор на САЩ Рамзи Кларк броят на загиналите от 1990 до 2002 г. вследствие на ефектите от икономическите санкции, бомбардировките и отравяне с обеднен уран е 1,5 милиона души.

### Окупация на Ирак от САЩ
През 1990 г. Саддам Хюсеин самоволно окупира Кувейт с цел да наложи контрол над нефтените залежи на страната, но Съюзниците, начело със САЩ, освобождават Кувейт. Тогава е имало сведения, че Саддам Хюсеин планира да използва оръжия за масово унищожение и подкрепя ислямските терористи, поради което САЩ, Великобритания, Австралия, Полша и Дания нападат Ирак и успяват за по-малко от месец да окупират цялата държава (последният град в ръцете на Саддам Хюсеин е Тикрит, който пада на 15 април 2003). На 28 юни 2004 г. властта е прехвърлена в ръцете на иракско правителство, макар че в страната продължават да се намират над 160 000 военнослужещи от редица държави, включително и България – до края на 2005 г. Въпреки плановете на САЩ за сигурен и демократичен Ирак, особено след залавянето на Саддам Хюсеин на 13 декември 2003 г. в страната действат много терористични организации (най-вече в така наречения Сунитски триъгълник), а атентатите са ежедневие за жителите на много градове, сред които Багдад, Фалуджа, Рамади, Самара, Мосул, Басра, Бакуба, Кербала, Наджаф и др. Първите избори в Ирак след свалянето от власт на Саддам Хюсеин бяха проведени през февруари 2005 г.

## География
Голяма част от територията на Ирак е заета от пустини, но районът между двете основни реки – Тигър и Ефрат – и наоколо е плодороден. В северната част на страната преобладава планински релеф, като най-високата точка е връх Хаджи Ибрахим (3600 м). Ирак има тесен излаз на Персийския залив. Близо до брега и в района на река Шат ал-Араб, в която се сливат Тигър и Ефрат, е имало големи по площ блата, но всички те са пресушени до средата на 1990-те години.
Климатът е от пустинен тип, с меки до хладни зими и сухи, горещи и безоблачни летни месеци. В северните райони зимите са студени и с почти постоянни снеговалежи и по тази причина напролет често има наводнения. Столицата Багдад се намира на река Тигър, в центъра на плодородната и населена източна част от страната. Центровете на Южен и Северен Ирак са съответно Басра и Мосул. Ирак се смята за едно от 15-те места на планетата, наричани под общото наименование „Люлка на цивилизацията“.

## Държавно устройство
До 2003 година Ирак е авторитарна, еднопартийна диктатура. След свалянето на Саддам Хюсеин и партия БААС от власт страната е реорганизирана във федеративна парламентарна република, което е записано в конституцията от 2005 година. Политическата система се основава на консенсуса между трите основни етнорелигиозни общности – араби сунити, шиити и кюрди. Министър-председателят е основната политическа фигура в страната. Първият демократично избран премиер е Нури ал-Малики. От септември 2014 г. министър-председател на страната е Хайдер ал-Абади. Президент на сраната от 2005 до 2014 г. е Джалал Талабани. Настоящият президент е Фуад Масум, избран през юли 2014 г. Неговият пост има много малко правомощия.
Иракският парламент се състои от 325 депутати според конституцията от 2005 година, а към юни 2018 в него са представени четири партии.
Заради лошата икономическа обстановка, корупцията и въоръжените борби между отделни групировки, правителството трудно упражнява контрол върху държавата. Вътрешната сигурност е слаба – различни радикални ислямски духовници и фундаменталисти организират бомбени атентати, които почти винаги водят до голям брой жертви.
Иракски Кюрдистан е един от малкото стабилни региони, въпреки че в икономическо отношение той е най-слабо развит.

### Въоръжени сили
Въоръжените сили на Ирак, официално „Иракски сили за сигурност“, представляват отбранителната институция на страната. Те включват армия, военновъздушни сили, военноморски флот, полицейски и полувоенни служби. Към 2008 г. общата численост на иракските сили за сигурност е 531 000 души (180 000 военни, 340 000 полицаи и други). Целта на иракското правителство е да се постигне численост от 600 000 души към 2010 г. През 2009 г. въоръжените сили поемат задачата да опазват сигурността в цялата страна. Дотогава тази задача е била изпълнявана от коалиционните сили.
Иракските войски към днешна дата са най-големият купувач на щатско оръжие, вкл. джипове, транспортни самолети, танкове, бронетранспортьори, леко стрелково оръжие и комуникационна апаратура. Въпреки това нивото на подготовка е слабо. Военни болници в страната няма, вследствие на което ранените войници трябва да бъдат лекувани в граждански медицински заведения, които са малко на брой.

## Административно деление
Ирак е разделен на 18 провинции (по време на войната в Персийския залив Кувейт за кратко става 19-а провинция), на арабски наричани мухафазати (ед.ч. – мухафаза), а на кюрдски паризгати (ед.ч. – паризга):
| 1. Багдад (بغداد) 2. Салах ад Дин (صلاح الدين) 3. Дияла 4. Уасит 5. Майсан 6. Ал Басра (البصرة) 7. Ди Кар (ذي قار) 8. Ал Мутана 9. Кадисия (القادسية) | 1. Бабил (بابل) 2. Ал Кербала (كربلاء) 3. Ан Наджаф (النجف) 4. Ал Анбар (الأنبار) 5. Нинава (نينوى) 6. Дахук (دهوك) 7. Арбил (أربيل) 8. Ат Тамим 9. Ас Сюлеймания (السليمانية) |  |

## Население
Населението на Ирак към 2009 е 28 946 000 души. Около 75 – 80% от тях са араби, 15 – 20% са кюрди, под 5% са тюркмени, асирийци, цигани, арменци, чеченци, черкези, евреи, мандейци, бахайци, йезиди, иранци и други. 98% от населението принадлежи към ислямската вяра. Две-трети от мюсюлманите са шиити.
Средната грамотност на населението е 74,1%.

## Икономика
Ирак има смесена икономика с голямо държавно участие.
След откриването на огромните нефтени запаси през 1927 г. Ирак става водещ световен производител на нефт. Ирак разполага и с едни от най-големите в света запаси на сяра, която е суровина за различни химически производства. С установяването на режима на Саддам Хюсеин голяма част от приходите отиват за въоръжаване.
През 1980 г. Ирак започва осемгодишна война с Иран, в която загиват над 300 000 иракчани, а през 1990 г. иракски войски нахлуват в Кувейт. През 1991 г. коалиция от държави, водени от САЩ, изтласкват иракските войски от Кувейт. Наложените от ООН санкции поставят Ирак в международна изолация. До 1996 г. Ирак използва нефтените си запаси само за вътрешни нужди. В резултат брутният вътрешен продукт е намален наполовина. Нанесените материални щети, човешките жертви по време на войната в Залива и последвалото ембарго върху външната търговия, възпрепятстват развитието на икономиката на Ирак, което особено силно засяга най-бедните слоеве на иракското население.

## Други
- Комуникации в Ирак
- Транспорт в Ирак
- Армия на Ирак
- Външна политика на Ирак
- Война в Персийския залив (1990-1991)
- Война в Ирак (2003)
- Сунитски триъгълник